# Imre Schlosser
Imre Schlosser-Lakatos (Budapest, 24 de enero de 1889 - Budapest, 19 de julio de 1959) fue un futbolista y entrenador húngaro de ascendencia suaba del Danubio. Es, según los portales expertos en estadísticas históricas de Rec.Sport.Soccer Statistics Foundation y Federación Internacional de Historia y Estadística de Fútbol (IFFHS) el sexto máximo goleador en los campeonatos de Primera División de Europa, con 417 goles —mismo registro a nivel mundial. Los datos son reconocidos por la UEFA y la FIFA. Dentro del registro constan los 411 goles logrados en la Primera División de Hungría, donde es su máximo goleador histórico.
Tras su retirado se dedicó a la dirección técnica y fue el primer entrenador del Towarzystwo Sportowe Wisła Kraków.

## Selección nacional
Hijo de János Schlosser y Maria Kettner, Irme debutó con la camiseta nacional el 7 de octubre de 1906, cuando solo tenía 17 años, en un encuentro contra Bohemia, que empató 4-4. Este fue el comienzo de una carrera brillante en la selección que duraría más de veinte años. En este tiempo jugó 68 encuentros con Hungría, anotando 58 goles.

## Trayectoria
Jugó en el Ferencváros TC, MTK Hungária, Wiener AC y Budai 33, anotando un total de 417 goles en liga en 320 partidos, convirtiéndose en uno de los máximos goleadores en la historia de la los torneos de primera división en el mundo.
Fue cuatro veces máximo anotador europeo (lo que después se denominaría Bota de Oro), en las temporadas 1910-11, 1911-12, 1912-13 y 1913-14.
Como entrenador, dirigió al Vívó és Atlétikai Club, IFK Norrköping, Wisła Cracovia, Wiener AC y Brigittenauer AC.

## Estadísticas

### Clubes
Debido a la Primera Guerra Mundial, la Federación no anunció un campeonato oficial en las temporadas 1914-15 y 1915-16, pero los clubes querían jugar, por lo que los considerados dos «grandes equipos» del país organizaron su propia liga. Resaltadas temporadas no oficiales por la Federación Húngara. Indicados los encuentros de los que se tiene constancia (pudieran ser más).
| Club | Temporada     | Div.          | Liga       | Liga       | Copa (1)   | Copa (1)   | Internacional (2) | Internacional (2) | Total (3) | Total (3) | Media goleadora |
| Club | Temporada     | Div.          | Part.      | Goles      | Part.      | Goles      | Part.             | Goles             | Part.     | Goles     | Media goleadora |
| --- | ------------- | ------------- | ---------- | ---------- | ---------- | ---------- | ----------------- | ----------------- | --------- | --------- | --------------- |
| Ferencvárosi T. C. | 1906          | 1.ª           | 1          | 0          | —          | —          | —                 | —                 | 1         | 0         | 0               |
| Ferencvárosi T. C. | 1906-07       | 1.ª           | 14         | 16         | —          | —          | —                 | —                 | 14        | 16        | 1.14            |
| Ferencvárosi T. C. | 1907-08       | 1.ª           | 15         | 25         | —          | —          | —                 | —                 | 15        | 25        | 1.67            |
| Ferencvárosi T. C. | 1908-09       | 1.ª           | 15         | 30         | —          | —          | 4?                | 1+                | 19        | 31        | 1.63            |
| Ferencvárosi T. C. | 1909-10       | 1.ª           | 16         | 18         | —          | —          | —                 | —                 | 16        | 18        | 1.13            |
| Ferencvárosi T. C. | 1910-11       | 1.ª           | 18         | 38         | ?          | ?          | 1                 | —                 | 19        | 38        | 2               |
| Ferencvárosi T. C. | 1911-12       | 1.ª           | 17         | 34         | ?          | ?          | —                 | —                 | 17        | 34        | 2               |
| Ferencvárosi T. C. | 1912-13       | 1.ª           | 16         | 33         | ?          | ?          | —                 | —                 | 16        | 33        | 2.06            |
| Ferencvárosi T. C. | 1913-14       | 1.ª           | 17         | 21         | ?          | ?          | —                 | —                 | 17        | 21        | 1.24            |
| Ferencvárosi T. C. | 1914-15       | 1.ª Cat.      | No oficial | No oficial | No oficial | No oficial | No oficial        | No oficial        | 0         | 0         | 0               |
| Magyar T. K. | 1915-16       | 1.ª Cat.      | No oficial | No oficial | No oficial | No oficial | No oficial        | No oficial        | 0         | 0         | 0               |
| Magyar T. K. | 1916-17       | 1.ª           | 16         | 38         | ?          | ?          | —                 | —                 | 16        | 38        | 2.38            |
| Magyar T. K. | 1917-18       | 1.ª           | 22         | 41         | ?          | ?          | —                 | —                 | 22        | 41        | 1.86            |
| Magyar T. K. | 1918-19       | 1.ª           | 19         | 22         | ?          | ?          | —                 | —                 | 19        | 22        | 0               |
| Magyar T. K. | 1919-20       | 1.ª           | 24         | 16         | ?          | ?          | —                 | —                 | 24        | 16        | 0.67            |
| Magyar T. K. | 1920-21       | 1.ª           | 24         | 17         | ?          | ?          | —                 | —                 | 24        | 17        | 0.71            |
| Magyar T. K. | 1921-22       | 1.ª           | 10         | 1          | ?          | ?          | —                 | —                 | 20        | 61        | 3.1             |
| Magyar T. K. | Total club    | Total club    | 115        | 135        | 10         | 6          | 0                 | 0                 | 125       | 141       | 1.13            |
| Wiener A. C. | 1925-26       | 1.ª           | 17         | 6          | —          | —          | —                 | —                 | 17        | 6         | 0.35            |
| Ferencvárosi T. C. | 1926-27       | 1.ª           | 14         | 11         | —          | —          | —                 | —                 | 14        | 11        | 0.79            |
| Ferencvárosi T. C. | Total club    | Total club    | 143        | 226        | 21         | 42         | 5                 | 1                 | 169       | 269       | 1.59            |
| Budai 33 F. C. | 1927-28       | 1.ª           | 9          | 1          | —          | —          | —                 | —                 | 9         | 1         | 0.11            |
| Total carrera | Total carrera | Total carrera | 284        | 368        | 31         | 48         | 5                 | 1                 | 320       | 417       | 1.3             |
| (1) Incluye datos de la Copa de Hungría (1910-28) / Copa de Austria (1925-26). (2) Incluye datos de la Copa Challenge (1908-11). (3) No incluye goles en partidos amistosos. |               |               |            |            |            |            |                   |                   |           |           |                 |

### Selecciones
| Selección     | Temporadas    | Partidos | Goles | Promedio |
| ------------- | ------------- | -------- | ----- | -------- |
| Hungría       | 1906-21       | 68       | 59    | 0.87     |
| Total carrera | Total carrera | 68       | 59    | 0.87     |